# Ровнянка
Ровнянка (словац. Rovnianka) — річка в Словаччині; права притока Вагу. Протікає в окрузі Битча.
Довжина — 16.5 км. Витікає в масиві Яворники  на висоті 700 метрів.
Протікає територією сіл Вельке Ровне і Котешова. Впадає у Ваг на висоті 307 метрів.